# Batanion
Als Batanion (oder Patanion) wird in der klassischen Archäologie eine Form antiker griechischer Keramik bezeichnet.
Das Batanion war ein wannenähnliches Kochgeschirr. Es ist heute nicht mehr genau bekannt, wie es genau aussah oder mit welcher Art Artefakte man es dabei zu tun hat. Bekannt ist die Form nur aus der schriftlichen Überlieferung bei Athenaios (169d).